# Laura Bartlett
Pour les articles homonymes, voir Bartlett.
Laura Bartlett (née le 22 juillet 1988 à Glasgow) est une joueuse de hockey sur gazon britannique, membre de l'équipe de Grande-Bretagne de hockey sur gazon féminin. 

## Carrière
Laura Bartlett est sixième des Jeux olympiques d'été de 2008 à Pékin et médaillée de bronze aux Jeux olympiques d'été de 2012 à Londres.
Elle met un terme à sa carrière internationale en février 2013.